# Fission Wall
Die Fission Wall ist ein 1400 m hohes Kliff aus Granit im westantarktischen Marie-Byrd-Land. In den Hays Mountains des Königin-Maud-Gebirges ragt es an der Nordflanke des Mount Griffith auf.
Ein Geologenteam des United States Antarctic Program um Edmund Stump (* 1946) von der Arizona State University bestieg das Kliff am 16. November 1987. Dabei sammelten sie Gesteinsproben zur Spaltspurdatierung (englisch Fission Track Dating), was der Granitwand zu ihrem Namen verhalf.